# Magellán-harkály
A Magellán-harkály (Campephilus magellanicus) a madarak (Aves) osztályának harkályalakúak (Piciformes) rendjébe, ezen belül a harkályfélék (Picidae) családjába tartozó faj.

## Előfordulása
Argentína és Chile területén honos, az Andok déli lejtőin.

## Megjelenése
A Magellán-harkály az egyik legnagyobb és legimpozánsabb harkály. A hím feje piros, a tojó feje fekete színű. Idejének túlnyomó részében függőleges testhelyzetben a fatörzseken kopácsol. Ennek megfelelően fejlődött ki teste is. Hogy megkapaszkodhasson a fakéregben, rövid lábán az ujjak hegyes, erős karmokban végződnek. Merev farktollai révén képes támaszkodni a törzseken. Testhossza 45 centiméter. A hím testtömege 312-363 gramm, a tojó testtömege 276-312 gramm.
|  |  |

## Életmódja
A Magellán-harkály a hegyes, egyenes csőrét vésőként használva addig vájja a fakérget, míg eléri a rovarlárvák kéreg alatti járatait. Hosszú, szigonyszerű nyelvével átszúrja és csőréhez emeli a lárvát.

## Természetvédelmi állapota
Még nem veszélyeztetett faj, de az ember egyre többet vág ki azokból a fákból, melyeken szívesen fészkel.